# Bachir Sidazara
Bachir Sidazara (arab. وبشير سيد عزارة; ur. 3 marca 1996) – algierski zapaśnik walczący w stylu klasycznym. Dwukrotny olimpijczyk. Zajął siódme miejsce w Tokio 2020 w kategorii 87 kg i dwunaste w Paryżu 2024 w tej samej wadze.
Zajął dwudzieste miejsce na mistrzostwach świata w 2017. Ósmy w indywidualnym Pucharze Świata w 2020. Mistrz igrzysk afrykańskich w 2019 i 2023; drugi w 2015. Jedenastokrotny medalista mistrzostw Afryki w latach 2015 – 2025.
Triumfator igrzysk śródziemnomorskich w 2022 i drugi w 2018. Mistrz igrzysk panarabskich w 2023. Wygrał mistrzostwa arabskie w 2024. Brązowy medalista igrzysk Solidarności Islamskiej w 2017. Mistrz śródziemnomorski w 2018. Pierwszy na Światowych Igrzyskach Sportów Walki w 2023. Trzeci mistrzostwach arabskich w 2014 i na MŚ juniorów w 2016 roku.